# Adem Gashi
Adem Gashi (ur. 18 października 1953 w Nekocu, zm. 16 stycznia 2024) – jugosłowiański i kosowski pisarz, w latach 2001–2005 przewodniczący Ligi Pisarzy Kosowa.
Autor książek, esejów, notatek z podróży, a także około 130 tekstów do pieśni, z których wiele było poświęconych wojnie w Kosowie; karierę pisarską rozpoczął w 1966 roku publikując utwór Pranvera w czasopiśmie Pionieri. Jego utwory były tłumaczone na języki rumuński, serbsko-chorwacki, niemiecki i angielski. Był laureatem kilku krajowych nagród literackich, m.in. w latach 2021, 2022 i 2023 został uhonorowany nagrodą Azema Shkreliego.

## Życiorys
Ukończył studia albanistyczne na Uniwersytecie w Prisztinie; uczęszczał następnie na studia podyplomowe na tejże uczelni, jednak zostały one w 1982 roku przerwane ze względu na uwięzienie go z powodów politycznych przez władze jugosłowiańskie.
W 1973 roku rozpoczął pracę nauczyciela w szkole wiejskiej w Nekocu, a w 1977 został zatrudniony w Radio Televizioni i Prishtinës.
W 1999 roku został dyrektorem Radio Televizioni i Kosovës. Należał do Ligi Pisarzy Kosowa, którego był wiceprzewodniczącym w latach 1999–2001, a od 2001 do 2005 roku pełnił funkcję przewodniczącego danej organizacji. W 2002 roku został doradcą kosowskiego ministra kultury, młodzieży i sportu, a w 2006 objął funkcję dyrektora Biura Komunikacji w Ministerstwie Handlu i Przemysłu.
Zmarł 16 stycznia 2024 roku, został pochowany tego samego dnia w rodzinnym Nekocu.

## Życie prywatne
Miał syna Dardana Gashiego.